# Josef Hermann Bernhard
Josef Hermann Bernhard (* 18. Mai 1925 in Tettnang-Holzhäusern; † 10. Juni 2020 in Düsseldorf) war ein deutscher Informatiker, Kybernetiker und Professor für Systemtheorie, Steuerungs- und Regelungstechnik an der Fachhochschule Düsseldorf.

## Leben
Bernhard orientierte sich im Studium an der TH Stuttgart auf Nachrichtentechnik, Steuerungs- und Regeltechnik. Ab 1958 lehrte er an der Ingenieurschule Essen. 1962 gründete er mit anderen die Ingenieurschule Düsseldorf im Auftrag des Landes NRW, die 1971 in die Fachhochschule Düsseldorf  überging. Ab 1974 war er dort Professor für Systemtheorie, Steuerungs- und Regelungstechnik bis zu seiner Emeritierung 1990 im Fachbereich Elektrotechnik.
Bernhard forcierte u. a. in Landtags-Hearings Anfang der 1970er Jahre die Einführung des neuen Studienganges Informatik an Fachhochschulen in Nordrhein-Westfalen.
Wegweisend für die fachübergreifende Auseinandersetzung mit der Systemtheorie wurde die Übersetzung des Nachlasswerkes des Kybernetik-Begründers Norbert Wiener  Gott & Golem Inc., dessen deutsche Übersetzung  von Josef Hermann Bernhard und seiner Ehefrau Lieselotte Bernhard bearbeitet wurde. Bernhard hatte das Ziel, die umfassende Anwendbarkeit von Systemtheorie und Kybernetik in allen Wissenschaftsbereichen aufzuweisen, auch außerhalb von Naturwissenschaft und Technik.
Seit Schulzeiten verband ihn eine rege Freundschaft mit Heinz Kronmüller (von 1970 bis 1992 Leiter des Instituts für Prozessmesstechnik und  Prozessleittechnik (heute Institut für Industrielle Informationstechnik) an der TH Karlsruhe).

## Schriften
Bernhard pflegte eine rege Vortrags- und Publikationstätigkeit.
- Studienführer für den Elektro-Ingenieur: Leitideen zur Studienführung in der Elektrotechnik, Werner Verlag, Düsseldorf, 1978.
- Analoge Rechentechnik kurz und bündig, Vogel Verlag, Würzburg 1968.
- Grundgebiete der Automatisierungstechnik, Kohlhammer Verlag, Stuttgart 1980.
- Digitale Steuerungstechnik. Kurz und bündig, Vogel Verlag, Würzburg 1964
- Problemlösungen mit dem Klein-Computer in elektrotechnischen / elektronischen Disziplinen, UTB/Hüthig 1975,
- Cislocova ridici technika ve zkratce, Prelozil Ing.Jaroslav Tomasek CSc (Übersetzer), Praha 1967, SNTL -Nakladatelstvi technickeliteratury, tschechische Übersetzung von Digitale Steuerungstechnik -kurz und bündig
- Analog-Szamitastechnikai ABC, Müszaki Könyvkiado, Budapest 1969, Lektoralta Borovszky Laszlo, ungarische Übersetzung von "Analoge Rechentechnik -kurz und bündig"
- mit Friedrich Krauss: Digitale Steuerungstechnik kurz und bündig, Vogel Verlag, Würzburg 1964,
- mit Bruno Knuppertz: Analoge Informationsverarbeitung – kurz und bündig, VEB Verlag Technik, Berlin 1974, Kombination der Titel "Analoge Rechentechnik" und "Thyristoren"
- mit Bruno Knuppertz: Thyristoren in der Antriebssteuerung und Regelung. Kurz und bündig, Vogel Verlag, Würzburg 1971
- mit Bruno Knuppertz: Initiere in tiristoare, Utilizari in comanda si reglarea actionarilor, Editura Tehnica, Bucuresti 1974, rumänische Ausgabe von "Thyristoren..."

Alle seine Publikationen und biographischen Daten finden sich im Privatarchiv seines Sohnes Klaus Bernhard in Düsseldorf.
| Personendaten    | Personendaten                              |
| ---------------- | ------------------------------------------ |
| NAME             | Bernhard, Josef Hermann                    |
| KURZBESCHREIBUNG | deutscher Informatiker und Hochschullehrer |
| GEBURTSDATUM     | 18. Mai 1925                               |
| GEBURTSORT       | Tettnang-Holzhäusern                       |
| STERBEDATUM      | 10. Juni 2020                              |
| STERBEORT        | Düsseldorf                                 |